# Eunidia alboterminatoides
Eunidia alboterminatoides là một loài bọ cánh cứng trong họ Cerambycidae.